# Scopula occupata
Scopula occupata là một loài bướm đêm trong họ Geometridae.